# Isoyvesia striata
Isoyvesia striata là một loài chân đều trong họ Microcerberidae. Loài này được Coineau & Botosaneanu miêu tả khoa học năm 1973.